# Biberach (Baden)
Biberach (Baden) (niem: Bahnhof Biberach (Baden)) – stacja kolejowa w Biberach, w kraju związkowym Badenia-Wirtembergia, w Niemczech. Według DB Station&Service ma kategorię 5. Znajduje się na linii Offenburg – Singen oraz ma tutaj swój początek linia Biberach – Oberharmersbach.

## Linie kolejowe
- Linia Offenburg – Singen - linia zelektryfikowana
- Linia Biberach – Oberharmersbach - linia niezelektryfikowana

## Połączenia
| Rodzaj pociągu | Tfasa | Takt (min)                                      |
| -------------- | --- | ----------------------------------------------- |
| RE             | Karlsruhe Hbf – Baden-Baden – Achern – Offenburg – Biberach (Baden) – Hausach – Villingen (Schwarzw) – Donaueschingen – Singen (Hohentwiel) – Konstanz (– Kreuzlingen) | 120                                             |
| OSB            | Bad Griesbach – Oppenau – Oberkirch – Appenweier – Offenburg – Biberach (Baden) – Hausach – Alpirsbach – Freudenstadt Hbf                                              | 60                                              |
| OSB            | (Offenburg – Biberach (Baden) –) Hausach – Hornberg (Schwarzw) | pojedyncze pociągi                              |
| OSB            | (Offenburg –) Biberach (Baden) – Zell am Harmersbach – Oberharmersbach-Riersbach                                                                                       | 60 (dwa pociągi bezpośrednio do / z Offenburga) |